# Manihiki
Manihiki – atol wchodzący w skład Północnych Wysp Cooka, należący administracyjnie do terytorium zależnego Nowej Zelandii – Wyspy Cooka. Atol stanowi jednocześnie jednostkę administracyjną o takiej samej nazwie.
Atol ma powierzchnię 5,4 km², a zamieszkany jest przez 212 mieszkańców (dane na 2016 rok). W skład atolu wchodzi 6 większych wysp i kilkadziesiąt drobnych wysepek, z których najważniejsze to: Tauhunu, Porea, Hakamaru, Ngake i Murihiti.
Na atolu znajdują się dwie miejscowości: Tauhunu położona na wyspie o tej samej nazwie i zamieszkana przez 65 osób (dane szacunkowe na 2007) oraz Tuako położona na wyspie Ngake.
Atol został odkryty w 1822, a od 1888 wraz z innymi wyspami archipelagu stanowi protektorat brytyjski, zwany od 1891 Cook Islands Federation. W 1901 atol wraz z całymi Wyspami Cooka został przekazany Nowej Zelandii. Od początku XX wieku do atolu roszczenia zgłaszały Stany Zjednoczone. W 1980 roku został podpisany traktat pomiędzy Nową Zelandią a Stanami Zjednoczonymi, na mocy którego Stany Zjednoczone uznały zwierzchność Nowej Zelandii nad wyspami.

## Demografia
Liczba ludności zamieszkującej atol Manihiki:
| 1971 | 1976 | 1981 | 1986 | 1996 | 2001 | 2006 | 2011 | 2016 |
| ---- | ---- | ---- | ---- | ---- | ---- | ---- | ---- | ---- |
| 452  | 266  | 405  | 508  | 668  | 515  | 356  | 239  | 212  |

Od połowy XX wieku, pomimo wysokiego przyrostu naturalnego, liczba ludności atolu spada. Głównym powodem takiego stanu rzeczy jest emigracja zarobkowa na największą i najludniejszą spośród Wysp Cooka Rarotongę oraz do Nowej Zelandii.